# دوريس داونز
دوريس داونز (بالإنجليزية: Doris Downes)‏ هي رسامة وكاتِبة أمريكية، ولدت في 1961.